# المسجد الأزرق (تبريز)
المسجد الأزرق أو مسجد كبود أو مسجد جهانشاه (بالفارسية: كئوي مسجد) هو أحد مساجد مدينة تبريز التاريخية بـمحافظة أرذبيجان الشرقية في إيران، وهو من بقايا دولة قراقويونلو التي حكمت إيران. بُني المسجد عام 1465م بأمر من جان بيك خاتون زوجة الملك جهان شاه. تهدم سقف المسجد خلال زلزال عام 1778م ولم يتبقَ منه سوى الجزء العلوي من بوابة المدخل، ثم أعاد إعماره رضا معماران انجام في عام 1973م تحت إشراف وزارة الثقافة الإيرانية. يوجد في المسجد العديد من الكتابات والزخارف وقطع القيشاني.

## معرض الصور

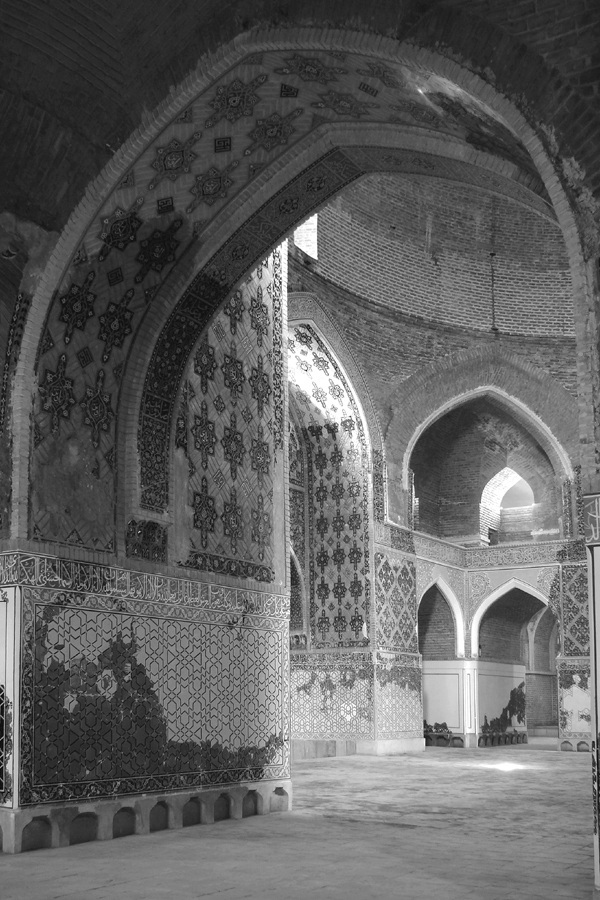
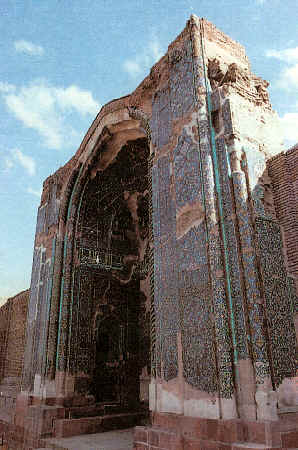
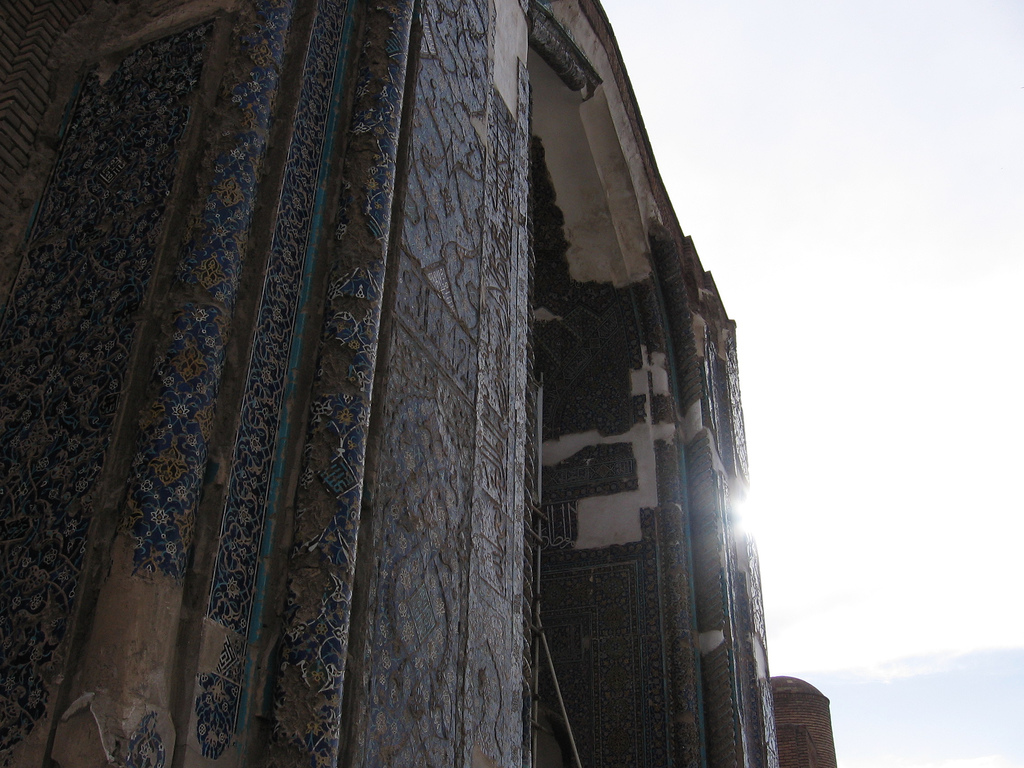
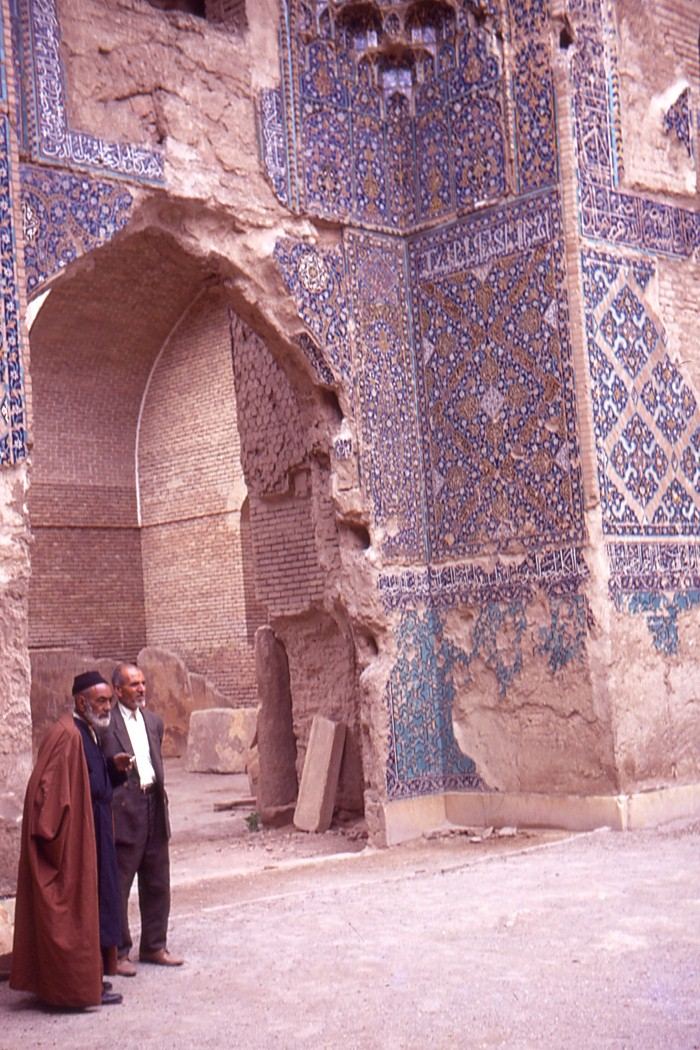
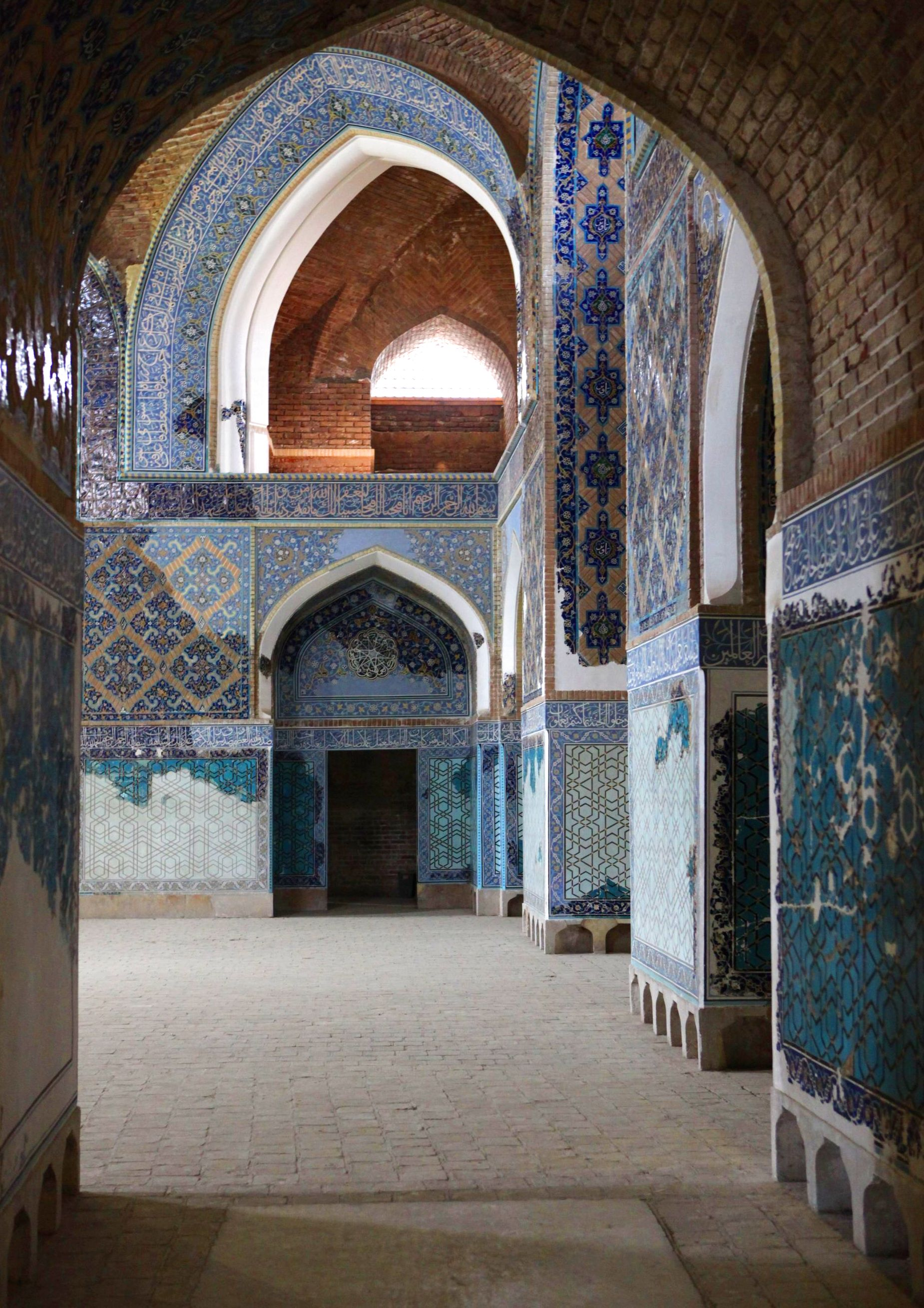
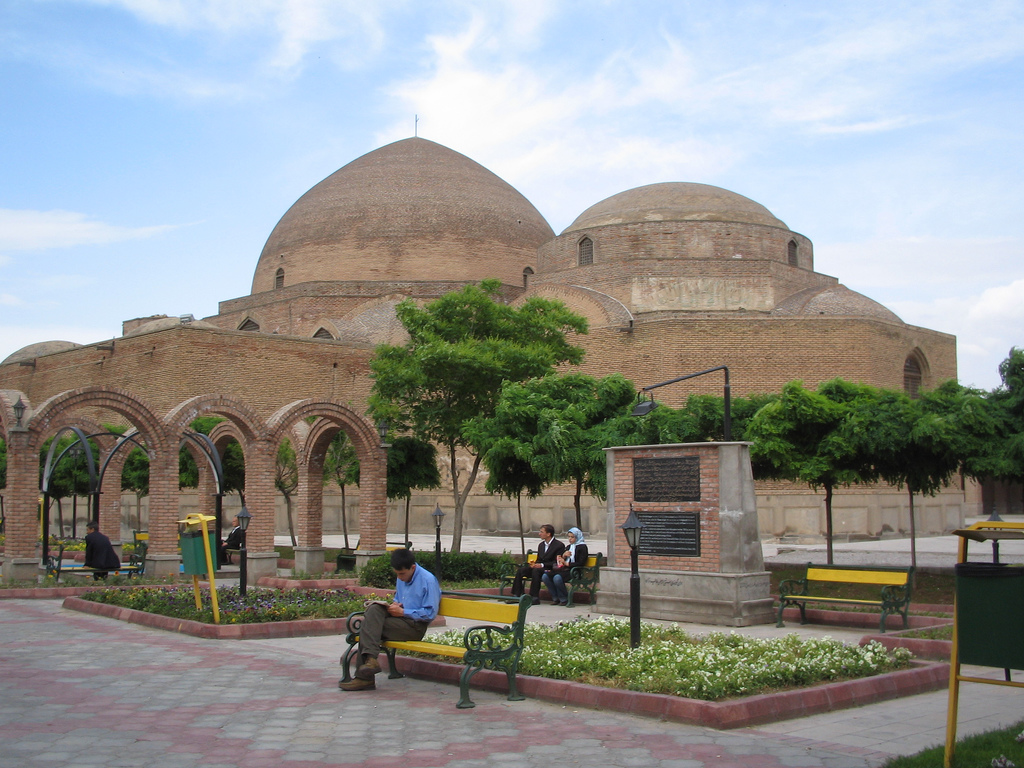